# ゲンナジー・ザイツェフ

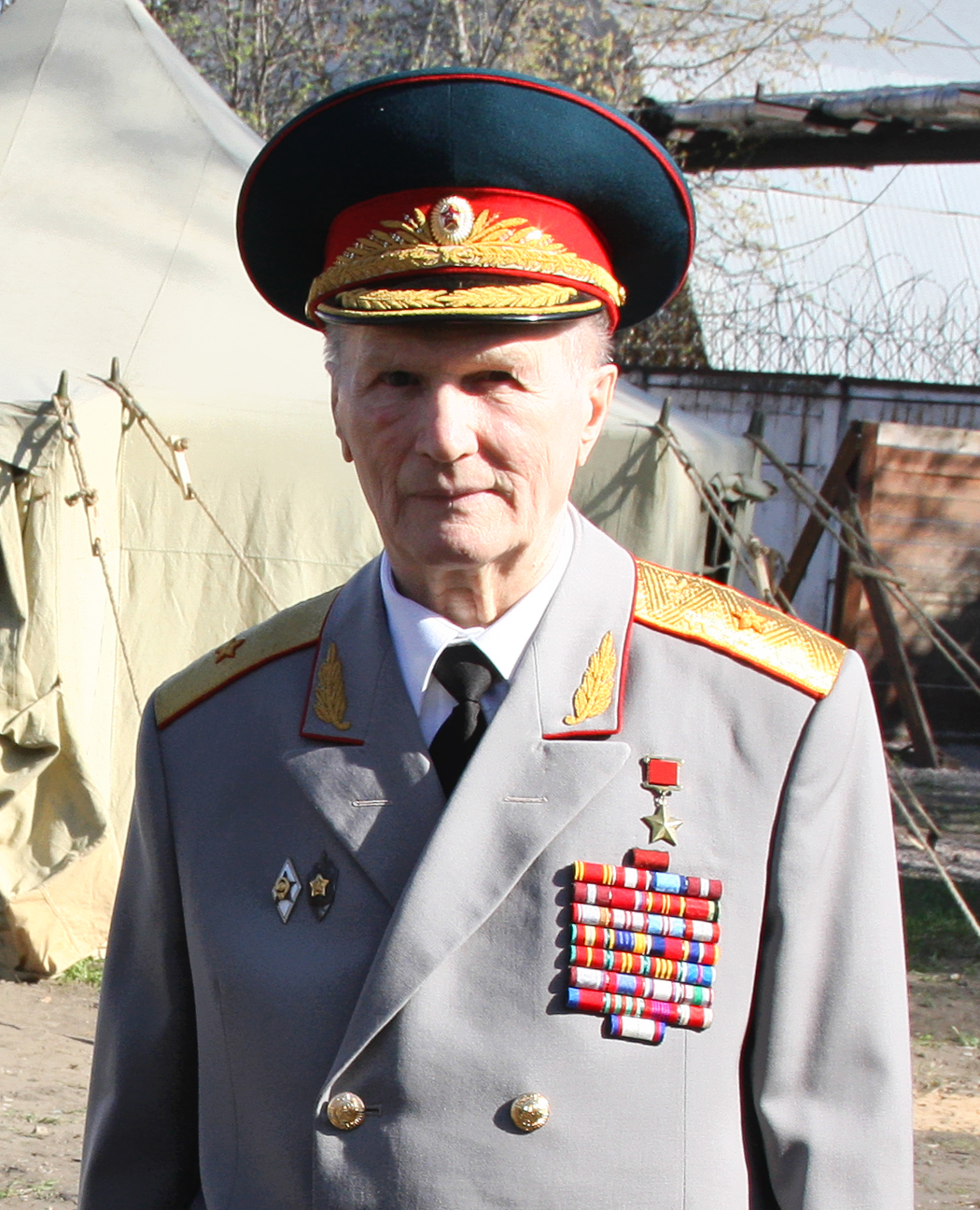
ゲンナジー・ザイツェフ少将（2011年）

ゲンナジー・ニコラエヴィチ・ザイツェフ（Генна́дий Никола́евич За́йцев, Gennadiy Nikolaevich Zaycev, 1934年9月12日 - ）は、ソ連、ロシア連邦の軍人、チェキスト。第2代、第5代アルファ部隊指揮官。退役少将。ソ連邦英雄。セキュリティ会社「アルファ-95」（Альфа-95）社長。ロシア連邦保安庁（FSB）諮問会議とモスクワ市内務総局附属調整会議の一員。

## 経歴
ペルミ州チュホフスキー地区リャミノ町出身。1953年、クレムリン連隊に勤務。1958年から、ソ連国家保安委員会（KGB）。1966年、KGB高等学校卒業。
1977年～1988年、アルファ部隊指揮官に任命。ロストフ州での人質解放作戦により、ソ連邦英雄の称号を授与。1988年12月からKGB第7局副局長。1992年～1995年、再びアルファ部隊指揮官に任命。再任当時、アルファ部隊の規律は乱れており、将校の一部を解雇せざるを得なかった。1993年、ホワイトハウス（最高会議庁舎）突入を命じられたが、この事を恥じて自決を決意したが、当時のロシア連邦保安庁（FSB）長官ミハイル・バルスコフにより思い止まらされた。
1995年、退役。1999年から、セキュリティ会社「アルファ-95」社長。同年、対テロ部隊「アルファ」ベテラン協会副会長に選出。同年5月、非国家セキュリティ組織職員全露労働組合中央委員会委員。
2006年、ロシア連邦社会院議員に選出。
著書に「『アルファ』－私の運命」がある。
ソ連邦英雄。レーニン勲章、赤旗勲章、労働赤旗勲章、赤星勲章2個を受章。ソ連名誉国家保安職員。